# ماری مولن
ماری مولن (انگلیسی: Marie Mullen؛ زادهٔ ۱۹۵۳ (۷۱–۷۲ سال)) بازیگر، و بازیگر تئاتر اهل جمهوری ایرلند است.
وی همچنین برندهٔ جوایزی همچون جایزه تونی برای بهترین بازیگر زن در یک نمایشنامه شده‌است.